# 女沼
女沼（めぬま）は、福島県福島市土湯温泉町にある周囲約2 kmの沼である。

## 概要
女沼は福島市西部の土湯温泉の山間部、吾妻連峰山麓に位置し、標高532 m、周囲約2 km、最大水深は8.7 mある。西暦800年頃、吾妻連峰の火山活動により形成された。同時期の大同年間に豪雨による山津波がつくったふたつの沼が男沼、女沼との伝承もある。
女沼、仁田沼、男沼を巡る遊歩道は東北自然歩道「新・奥の細道」であり、多くのハイカーやキャンパーが訪れる。沼にはイワナやヘラブナなどが生息する。1911年(明治44年)には秋田県十和田湖からヒメマスの卵を20万個購入し、孵化後、池に放して養殖した。雨乞いの風習があり、日照りが続くと沼の北端にある両沼大明神に村人が集まり、五枡樽の酒を飲みながら祈祷をしたという。
東北電力土湯発電所が沼の南東にある。女沼を調整池として利用する最大出力2380 kWの水力発電所である。沼の北西の端に塩ノ川の水を取り入れ、南東の端の取水口から合計約900 mの圧力導水トンネル、サージタンク、水圧管路を経由して発電所に至る。荒川電力株式会社塩ノ川発電所として、1930年(昭和5年)9月に特定需要者への電力供給を目的に電気事業の準認定を受け、翌年の1931年(昭和6年)1月に運転を開始した。

## 周辺
つつじ山公園
女沼の東に位置する。5月中旬に山一面がツツジで赤く染まる。
思いの滝
沼の北、女沼駐車場から遊歩道を約600 m進んだところにある上下2段の滝。呼び名は会津藩の若武者と里娘の恋物語に由来するという。滝の近くには作者不詳の歌碑が建てられている。

## アクセス
土湯温泉街から車で約10分。または、土湯温泉バス停より徒歩約1時間30分。

## ギャラリー

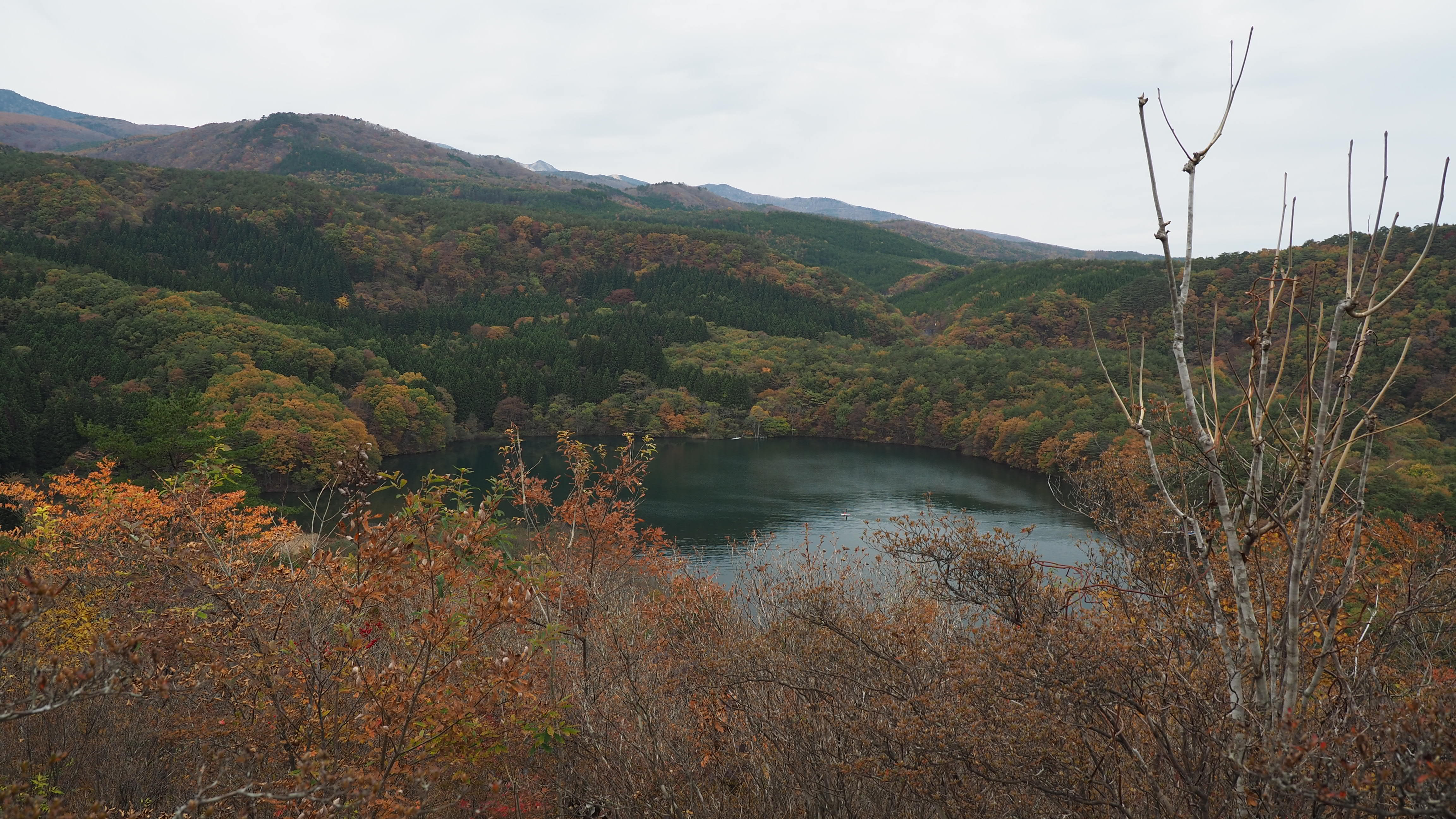
つつじ山公園から見た女沼
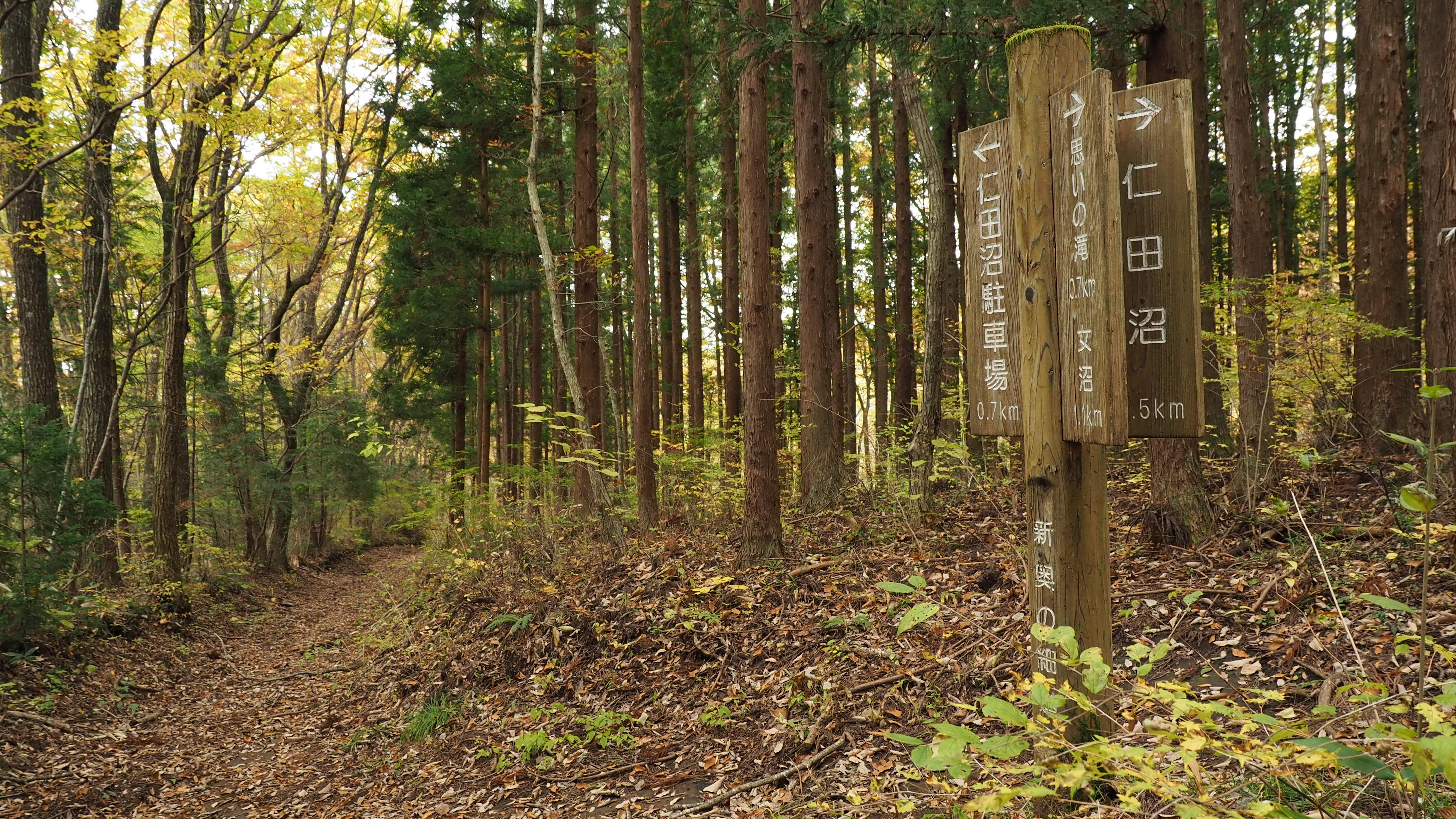
東北自然歩道「新・奥の細道」コースNo.11
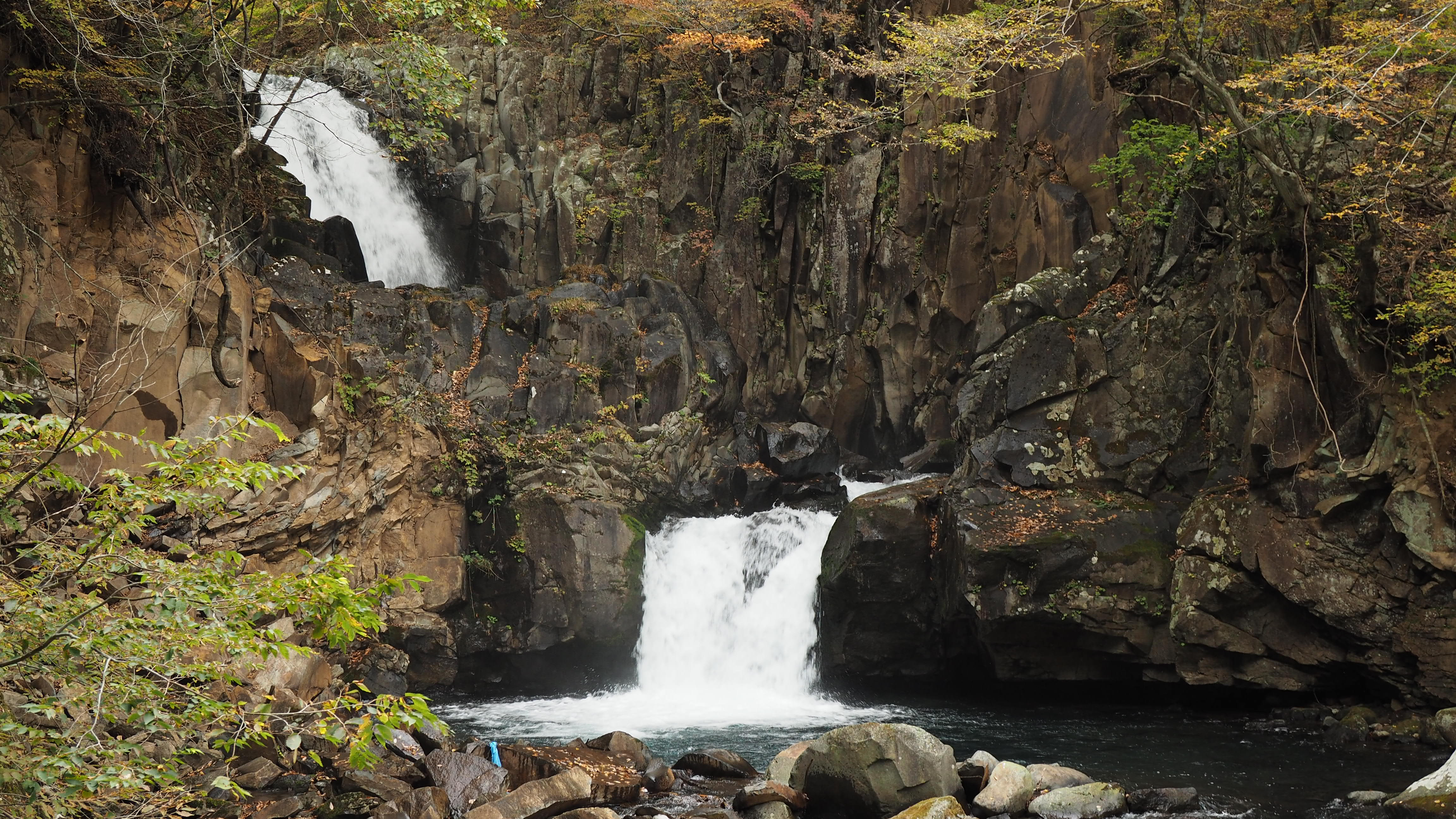
思いの滝
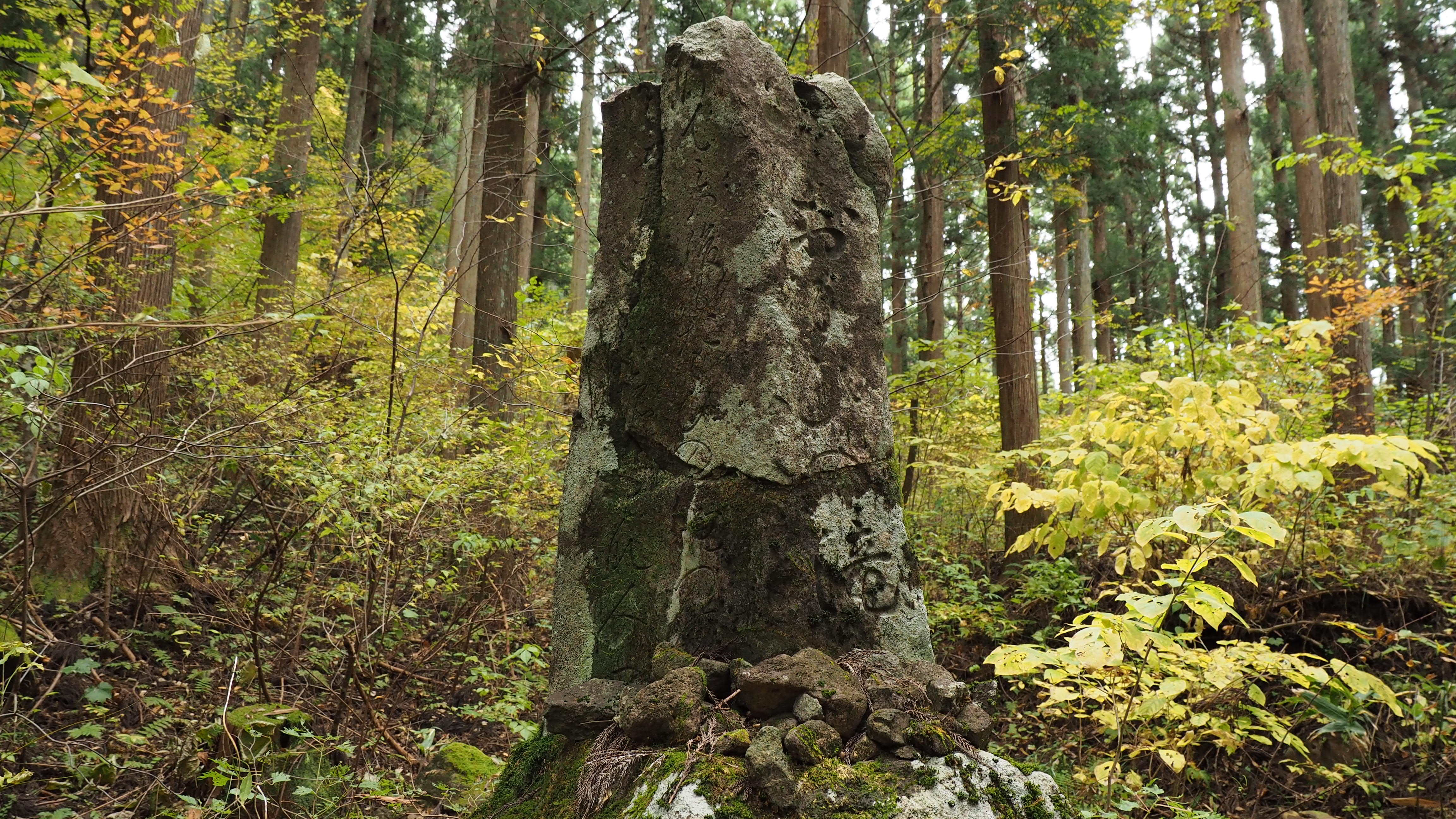
思いの滝歌碑「行きてみば後は想いの滝つなみかかるながめをよそにすが人」(作者不詳)
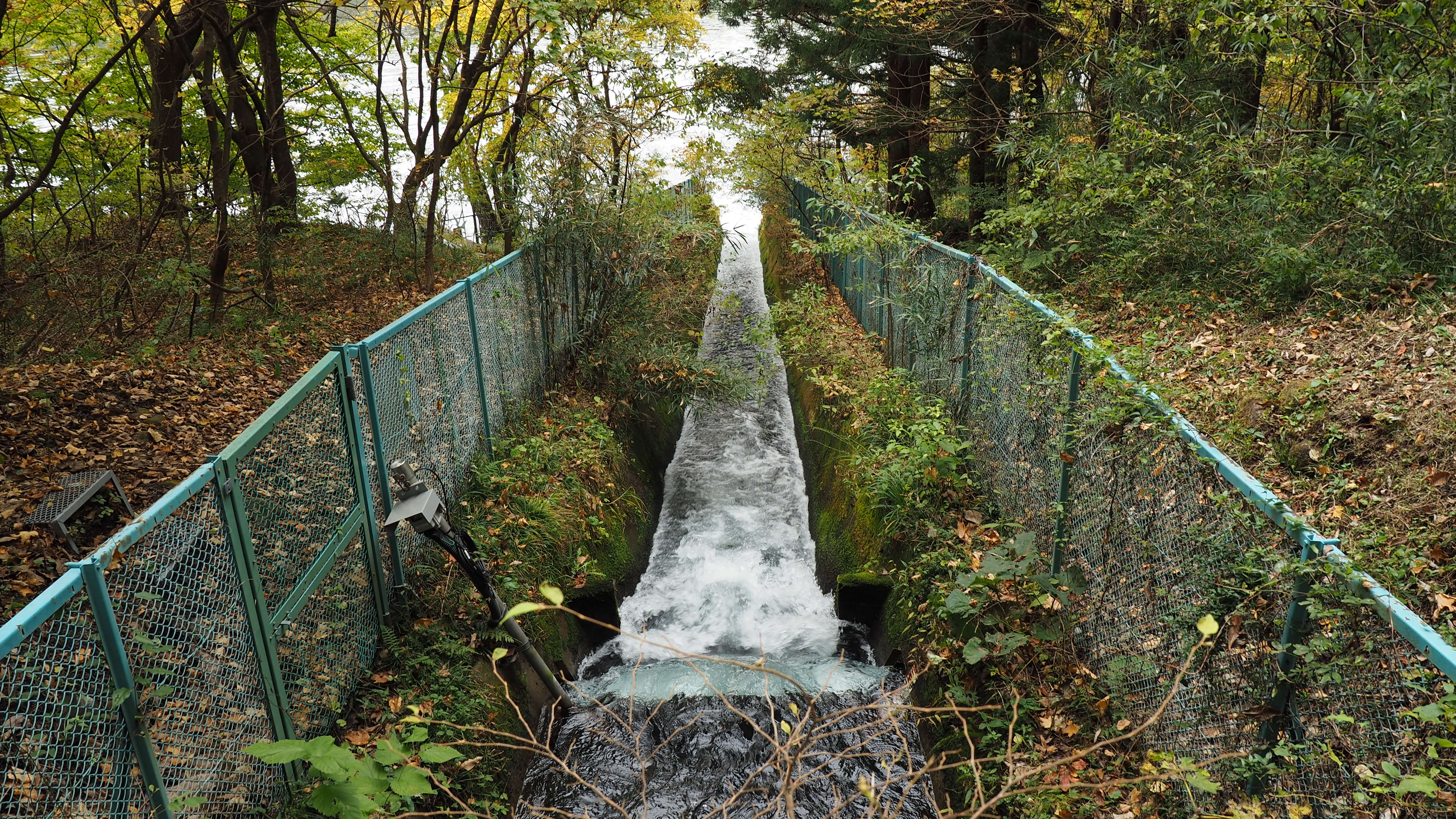
塩ノ川から女沼への水力発電用水路